# Хансен, Сиг
Сигурд «Сиг» Джонни Хансен (Sigurd Jonny «Sig» Hansen), родился 28 апреля 1966 года — американский капитан рыболовного судна Northwestern. С 2006 года Хансен участвует как персонаж в передачах каждого сезона документального сериала «Смертельный улов» (Deadliest Catch) канала Discovery, посвященному ловцам крабов в Беринговом море, а также выступает в качестве технического консультанта на съемках.

## Ранние годы
Сигурд Джонни Хансен родился в семье Сверре Хансена в Сиэтле и был старшим из трех сыновей. Его отец, Сверре Хансен, в свою очередь, происходил из потомственной семьи рыбаков.
Сиг Хансен начал работать рыболовом, когда ему исполнилось 14 лет, на судне своего отца. После окончания средней школы полностью переключился на карьеру рыболова и проводил основную часть своего времени, занимаясь промыслом на Аляске и Беринговом море. Помимо краболовства он также иногда занимался выловом макрели и трески в период лета.

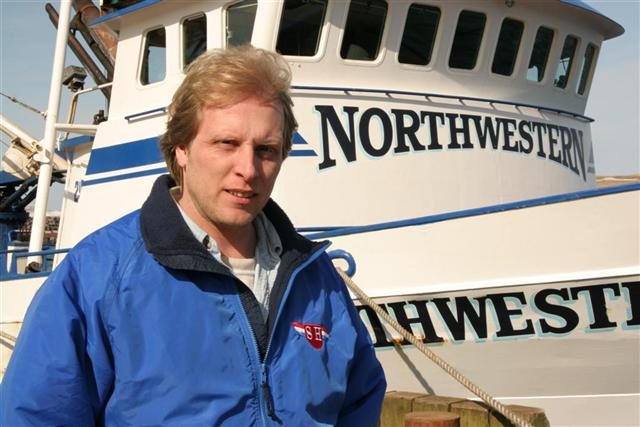
Сиг Хансен перед Northwestern

## Карьера
Хансен начал свою работу в море как палубный матрос на судне своего отца получая необходимый опыт и повышая свой профессионализм. В 22 года он становится «рельефным шкипером», замещая других капитанов на Northwestern и прочих краболовных судах.
В 24 года он стал основным капитаном Northwestern, и многие годы судно было рекордсменом по вылову и по безопасности среди других краболовных команд. За 20 лет на судне Сига Хансена не случилось не одного случая со смертельным исходом, а несчастных случаях было меньше чем на других судах, ведших промысел в Беринговом море.
В 2005 и 2006 годах Northwestern выигрывал неофициальные соревнования в ловле королевского краба и снежного краба соответственно.
В 2010 году Сиг Хансен опубликовал свою книгу «Север на Нордвестерне: Семья рыболовов и Смертельные воды Аляски» (North By Northwestern: A Seafaring Family on Deadly Alaskan Waters), написанную совместно с американским писателем Марком Садденом (Mark Sundeen) .
В сентябре 2010 года Сиг Хансен заявил, что не будет участвовать в седьмом сезоне «Смертельного улова», однако в октябре Хансен вернулся в сериал.
В 2011 году Сиг Хансен, как капитан Northwestern, провел полный сезон, ловя краба и треску. Его младшие братья Эдгар и Норманн были и палубным командиром и матросом соответственно.

## Личная жизнь
В свободное от лова время Сиг Хансен проживает в Сиэтле, он имеет жену и  двоих детей: Нину (Nina) и Мэнди (Mandy). Как и его братья, Сиг свободно говорит на норвежском, который выучил раньше английского, так как его родители разговаривали дома на нём.